# Cho Yang Line
Cho Yang Shipping Co., Ltd. war eine südkoreanische Containerlinienreederei mit Sitz in Seoul.

## Geschichte
Gegründet wurde das Unternehmen 1961. Im Jahr darauf gründete das Tochterunternehmen Nam Buk Fisheries Company deren Flotte von Fischereischiffen auf später auf 14 Einheiten wuchs. 1963 nahm das Tochterunternehmen Jinju Ham Company die Produktion von Fleisch- und Fischprodukten auf. Mit der 1965 gegründeten Samik Express Company folgte dann ein Transportunternehmen, das sich außer mit landgebundenen Speditionsleistungen auch als NVOCC betätigte. Anfangs wurde ein Liniendienst zwischen Hong Kong und Südkorea aufgebaut, daneben beschäftigte sich das Unternehmen in der innerasiatischen Holzfahrt und erwarb Anfang 1971 die erste Containerumschlagfläche in Pusan. Die Tochterreederei Dong Young Shipping Company wurde 1974 als Joint Venture Hongkonger Swire Group gegründet um Containerdienste zwischen Südkorea, Japan und China aufzubauen.
In den nächsten Jahrzehnten baute Cho Yang seine Dienste auch international aus. Im August 1979 nahm Cho Yang seinen ersten Containerliniendienst zwischen Fernost und Europa auf und trat in die Far Eastern Freight Conference (FEFC) ein. Im Dezember desselben Jahres folgte die Eröffnung eines weiteren Containerliniendienstes zwischen Südkorea und Australien und Cho Yang trat der Australian and New Zealand/Eastern Shipping Conference (ANZESC) und der Australia Northbound Shipping Conference (ANSCON) bei. Im August 1981 erweiterte Cho Yang sein Liniennetz um einen Dient zwischen Fernost und dem Mittelmeer und trat der MED-Club-Konferenz bei. Nachdem Cho Yang im Juni 1988 einen Liniendienst zwischen Südkorea und Neuseeland aufnahm, trat es aus der FEFC aus und erweiterte sein Liniennetz im Januar 1989 um einen Outsiderdienst zwischen Fernost und Europa.
Ab Januar 1991 betrieb Cho Yang einen weltweiten Round-The-World-Containerliniendienst im TRICON-Konsortium mit der DSR und Senator Lines. DSR und Senator schlossen sich 1994 zusammen und die französische Compagnie Maritime d`Affretement (CMA) und die belgische CAST Container Line traten dem TRICON-Konsortium bei. Mitte der 1990er Jahre weitete Cho Yang sein Liniennetz und Dienste nach China, Nord- und Südamerika und Japan aus. Nachdem die DSR-Senator 1997 von der südkoreanischen Reederei Hanjin Shipping übernommen worden war, stellte man den gemeinsamen weltweiten Containerdienst mit Hanjin Shipping, DSR-Senator Line und der United Arab Shipping Company unter dem Namen United Alliance auf End-to-End-Dienste um. Anfang 2001 geriet Cho Yang in Zahlungsschwierigkeiten und wurde sukzessive aus den Gemeinschaftsdiensten herausgedrängt. Im Mai 2001 beantragte Cho Yang eine Restrukturierung in eigener Regie und im August 2001 wurde das Unternehmen für zahlungsunfähig erklärt und ging in Konkurs.